# Балкан (Мірієво)
Футбольний клуб Балкан або просто Балкан (серб. Фудбалски клуб Балкан) — професійний сербський футбольний клуб з кварталу Мірієво, Белград.

## Історія
У період з 1935 по 1937 роки існував незареєстрований спортивний клуб «Мірієво», футболісти якого в основному були міріївськими курсантами-початківцями, а тренером і головним гравцем був шкільний канцелярист та викладач Владимир Манчич. Одним з найбільших поціновувачів футболу та вболівальником СК «Мірієво» був відомий в місті пан Петар Милошевич, більш відомий як Пера Кайзер-Цар, який багато в чому допомагав клубу. А через понад тридцять років його онук Сретен став одним з засновників та гравцем сучасного «Балкану» (Мірієво). Під час Другої світової війни, в сезонах 1941/42 та 1942/43 років, «Балкан» виступав у Сербській футбольній лізі під егідою Німецької військової адміністрації в Сербії. У цих сезонах команда продемонструвала непогані результати, фінішувавши на 10-у та 8-у місцях відповідно. В цей час найзірковішими гравцями «Балкану» були колишні футболісти БСК (Белград) Драгутин Найданович, Райко Пашанський та Милош Сиячич. Оскільки передвоєнний «Балкан», як і більшість клубів того часу, активно функціонували та виступали в різноманітних футбольних змаганнях під час Другої світової війни, по завершенні війни його розглядали як «ворожий елемент» й нові державні органи не давали можливості клубу офіційно перереєструватися. Набагато настирливішими стали представники ініціативної групи по відродженню клубу в середині 50-х років XX століття. Наприкінці 1956 року вони запропонували відродити команду під назвою «Балкан» (Мірієв) під старим гербом, але з новою датою його заснування і клубним кольором обрати фіолетовий (у цій формі виступала найсильніша команда «Балкану» довоєнного зразка). Проте дозвіл на відродження клубу було отримано лише на початку 1958 року, після чого президентом клубу було обрано Милоша Нестеровича.
Влітку 1990 року в клубу вперше з'явився власник, президент компанії «Bukovica Global» Commerce Джоко Зеленбаба, через це команда почала виступати під назвою «Балкан Буковиця». Спочатку він фінансово допомагав клубу, але досить швидко, заручившись підтримкою всієї адміністрації клубу, його одноголосно обрали президентом, в обмін на обіцянку, що через три роки команда буде грати на новому власному стадіоні. На цей час припадає період розквіту клубу. У 1990 році «Балкан» виходить до престижного зимового сербського турніру «Молодий пролетар» (поступившись у фіналі «Трудбеніку»), а наступного року команда з Мірієво виграє цей турнір. У листопаді того ж року на будівництві відбулося урочисте закладання каменю до фундаменту нового стадіону.
У 2008 році змінилося керівництво клубу. Влада Яковлєвич став президентом клубу, який змінив назву на ОФК «Балкан» Мірієво,. Під його керівництвом «Балкану» вдалося кваліфікуватися для участі в Сербській лізі Белграду, третьому за рангом чемпіонату Сербії. Влітку 2011 року «Балкан» став фарм-клубом гранду сербського футболу, клубу «Црвена Звезда».

## Статистика виступів
| 1926 | 27 | III розряд               | 10-е місце |
| 1927 | 28 | III розряд група Вардар  | 1-е місце  |
| 1928 | 29 | II розряд група Драва    | 4-е місце  |
| 1929 | 30 | II розряд група Драва    | 6-е місце  |
| 1930 | 31 | II розряд група Драва    | 6-е місце  |
| 1931 | 32 | II розряд група Драва    | 3-є місце  |
| 1932 | 33 | I розряд Б               | 7-е місце  |
| 1933 | 34 | I розряд Б               | 10-е місце |
| 1934 | 35 | I розряд Б               | 8-е місце  |
| 1935 | 36 | I розряд Б               | 5-е місце  |
| 1936 | 37 | I розряд Б               | 8-е місце  |
| 1937 | 38 | I розряд Б               | 2-е місце  |
| 1938 | 39 | I розряд А               | 10-е місце |
| 1939 | 40 | I розряд А               | 2-е місце  |
| 1940 | 41 | I розряд А               | 1-е місце  |
| 1958 | 59 | III розряд Ц             | 5-е місце  |
| 1959 | 60 | III розряд Ц             | 3-є місце  |
| 1960 | 61 | II розряд Ц              | 4-е місце  |
| 1961 | 62 | II розряд Ц              | 1-е місце  |
| 1962 | 63 | I розряд Б               | 5-е місце  |
| 1963 | 64 | I розряд Д               | 3-є місце  |
| 1964 | 65 | II белградська ліга Б    | 11-е місце |
| 1965 | 66 | II белградська ліга Б    | 12-е місце |
| 1966 | 67 | III белградська ліга Ц   | 1-е місце  |
| 1967 | 68 | II белградська ліга Б    | 8-е місце  |
| 1968 | 69 | II белградська ліга Б    | 12-е місце |
| 1969 | 70 | II белградська ліга Б    | 14-е місце |
| 1970 | 71 | III белградська ліга А   | 9-е місце  |
| 1971 | 72 | III белградська ліга А   | 10-е місце |
| 1972 | 73 | III белградська ліга А   | 7-е місце  |
| 1973 | 74 | III белградська ліга Д   | 4-е місце  |
| 1974 | 75 | III белградська ліга Д   | 2-е місце  |
| 1975 | 76 | II белградська ліга А    | 5-е місце  |
| 1976 | 77 | II белградська ліга А    | 2-е місце  |
| 1977 | 78 | I белградська ліга А     | 9-е місце  |
| 1978 | 79 | I белградська ліга А     | 13-е місце |
| 1979 | 80 | I белградська ліга А     | 10-е місце |
| 1980 | 81 | I белградська ліга А     | 8-е місце  |
| 1981 | 82 | II белградська ліга      | 9-е місце  |
| 1982 | 83 | II белградська ліга      | 7-е місце  |
| 1983 | 84 | II белградська ліга      | 1-е місце  |
| 1984 | 85 | II белградська ліга      | 6-е місце  |
| 1985 | 86 | II белградська ліга      | 5-е місце  |
| 1986 | 87 | I белградська ліга Дунав | 13-е місце |
| 1987 | 88 | I белградська ліга Дунав | 8-е місце  |
| 1988 | 89 | I белградська ліга Дунав | 3-є місце  |
| 1989 | 90 | I белградська ліга Дунав | 6-е місце  |
| 1990 | 91 | I белградська ліга       | 5-е місце  |
| 1991 | 92 | I белградська ліга А     | 3-є місце  |
| 1992 | 93 | I белградська ліга А     | 4-е місце  |
| 1993 | 94 | белградська ліга         | 2-е місце  |
| 1994 | 95 | ркспубл. зона Белград    | 8-е місце  |
| 1995 | 96 | Сербська ліга Белград    | 3-є місце  |
| 1996 | 97 | Друга А союзна ліга      | 11-е місце |
| 1997 | 98 | Друга союзна ліга        | 14-е місце |
| 1998 | 99 | Сербська ліга Белград    | 4-е місце  |

| Сезон   | Ліга        | Міс. | Іг. | В  | Н  | П  | ЗМ | ПМ | О  | Кубок             | Примітки               | Менеджер                                                                      |  |
| ------- | ----------- | ---- | --- | -- | -- | -- | -- | -- | -- | ----------------- | ---------------------- | ----------------------------------------------------------------------------- |  |
| 1999-00 | 3 - Белград | 5    | 34  | 14 | 8  | 12 | 42 | 35 | 50 | 1/32 фіналу       |                        |                                                                               |  |
| 2000-01 | 3 - Белград | ?    | ?   | ?  | ?  | ?  | ?  | ?  | ?  | не кваліфікувався | Підвищення до Північ 2 |                                                                               |  |
| 2001-02 | 2 - Північ  | 13   | 34  | 12 | 6  | 16 | 46 | 58 | 42 | не кваліфікувався | Вибування              |                                                                               |  |
| 2002-03 | 3 - Белград | 8    | 34  | 14 | 6  | 14 | 54 | 52 | 48 | не кваліфікувався |                        |                                                                               |  |
| 2003-04 | 3 - Белград | 9    | 34  | 11 | 10 | 13 | 46 | 54 | 43 | не кваліфікувався |                        |                                                                               |  |
| 2004-05 | 3 - Белград | 17   | 34  | 9  | 10 | 15 | 37 | 58 | 34 | не кваліфікувався | 3 очки знято           |                                                                               |  |
| 2005-06 | 3 - Белград | 9    | 38  | 14 | 8  | 16 | 44 | 50 | 50 | не кваліфікувався |                        |                                                                               |  |
| 2006-07 | 3 - Белград | 16   | 34  | 6  | 9  | 19 | 32 | 48 | 27 | не кваліфікувався | Вибування              |                                                                               |  |
| 2007-08 | 4 - Белград | 17   | 34  | 10 | 9  | 15 | 39 | 51 | 39 | не кваліфікувався | Вибування              | Горан Вукоманович                                                             |  |
| 2008-09 | 5 - Белград | 1    | 34  | 21 | 8  | 5  | 66 | 26 | 71 | не кваліфікувався | Підвищення             | Зоран Милославлєвич                                                           |  |
| 2009-10 | 4 - Белград | 2    | 34  | 26 | 4  | 4  | 66 | 19 | 82 | не кваліфікувався | Підвищення             | Зоран Милославлєвич                                                           |  |
| 2010-11 | 3 - Белград | 10   | 34  | 10 | 9  | 11 | 38 | 38 | 39 | не кваліфікувався |                        | Кузман Бабеу / Зоран Милославлєвич                                            |  |
| 2011-12 | 3 - Белград | 15   | 30  | 8  | 7  | 15 | 17 | 34 | 31 | не кваліфікувався |                        | Зоран Милославлєвич                                                           |  |
| 2012-13 | 3 - Белград | 16   | 30  | 6  | 10 | 14 | 25 | 37 | 28 | не кваліфікувався | Вибування              | Горан Вукоманович / Зоран Милославлєвич / Бранислав Радулович / Зоран Дмитрич |  |

## Уболівальники
Найактивніші фанати клубу називають себе «Шумарі» (укр. Лісові охоронці).

## Відомі гравці
До списку потрапили футболісти, які мають досвід виступів в українських клубах
- Владимир Мичович
- Драган Перишич
- Ненад Младенович
- Слободан Маркович
- Владимир Зеленбаба